# 아그 맥스

예를 들어, 위의 정규화되지 않은 sinc 함수와 정규화된 sinc 함수는 모두 x = 0에서 전역 최댓값 1에 도달하므로 argmax가 {0}이다.
정규화되지 않은 sinc 함수(빨간색)의 arg min은 대략 {−4.49, 4.49}이다. 이는 x = ±4.49에서 대략 −0.217의 전역 최솟값 2개를 갖기 때문이다. 그러나 정규화된 sinc 함수(파란색)의 arg min은 대략 {−1.43, 1.43}이다. 이는 최솟값이 동일하더라도 전역 최솟값이 x = ±1.43에서 발생하기 때문이다.

아그 맥스(Arg max)와 최댓값의 인수(arguments of the maxima), 그리고 아그 민(arg min)과 최솟값의 인수(arguments of the minima)는 수학에서 각각 함수 출력값이 최대화되는 입력점과 최소화되는 입력점이다. 인수가 정의역에 대해 정의된 경우 출력은 해당 공역의 일부이다.

## 같이 보기
- 극값
- 최빈값
- 수학적 최적화
- 영공간
- 상 (수학)